# Cassa nazionale di previdenza ed assistenza per gli ingegneri ed architetti liberi professionisti
La Cassa Nazionale di Previdenza e Assistenza per gli Ingegneri e Architetti Liberi Professionisti (CNPAIALP), detta anche Inarcassa, è un ente fondato nel 1958, avente lo scopo di provvedere al trattamento pensionistico degli ingegneri e architetti ad esso iscritti.
L'iscrizione all'Inarcassa è obbligatoria per gli ingegneri e gli architetti che siano iscritti al relativo ordine professionale, titolari di partita IVA (individuale, di associazione o di società di professionisti) e non soggetti ad altro tipo di previdenza obbligatoria.